# Cromvoirt

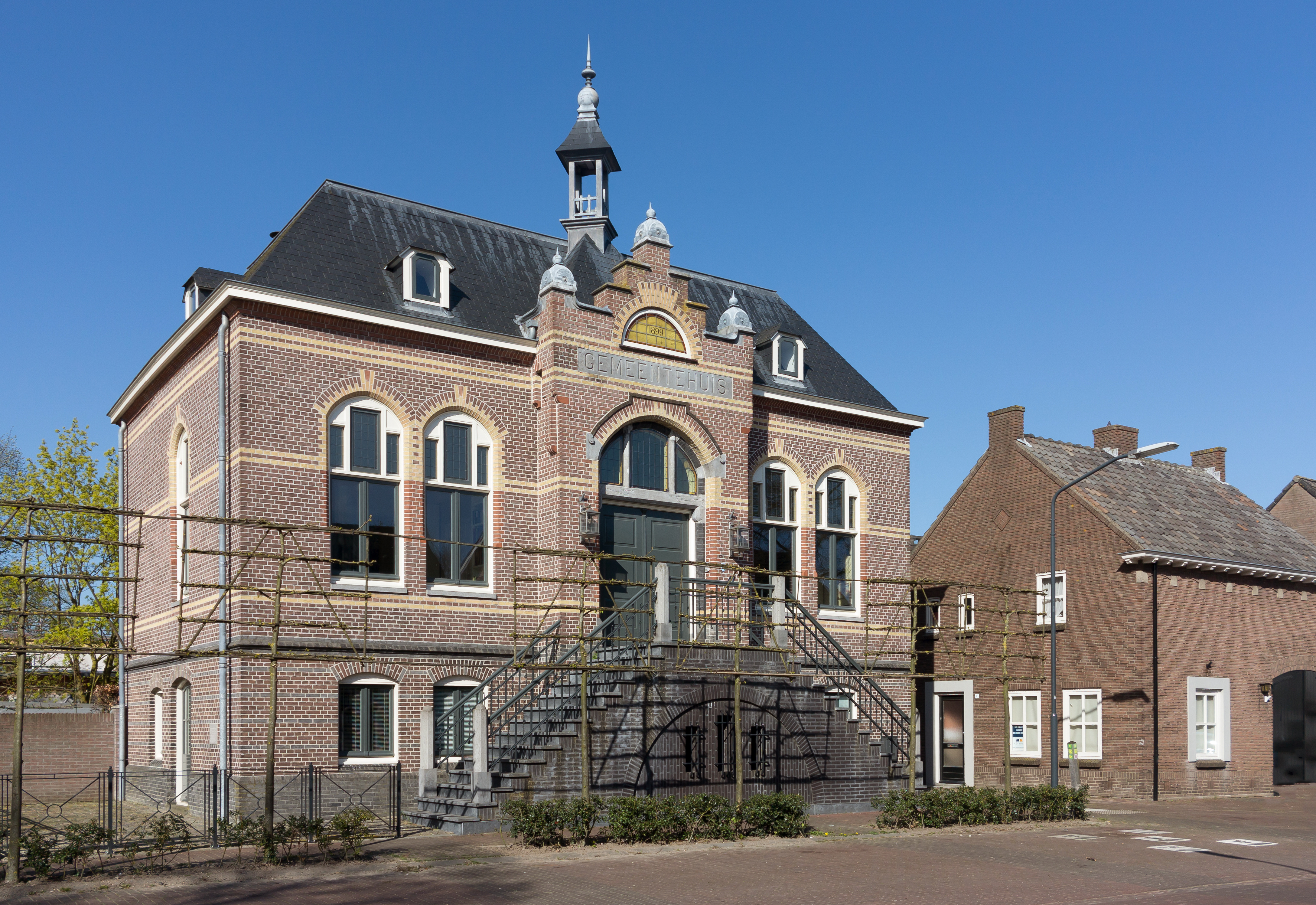
Het voormalige gemeentehuis

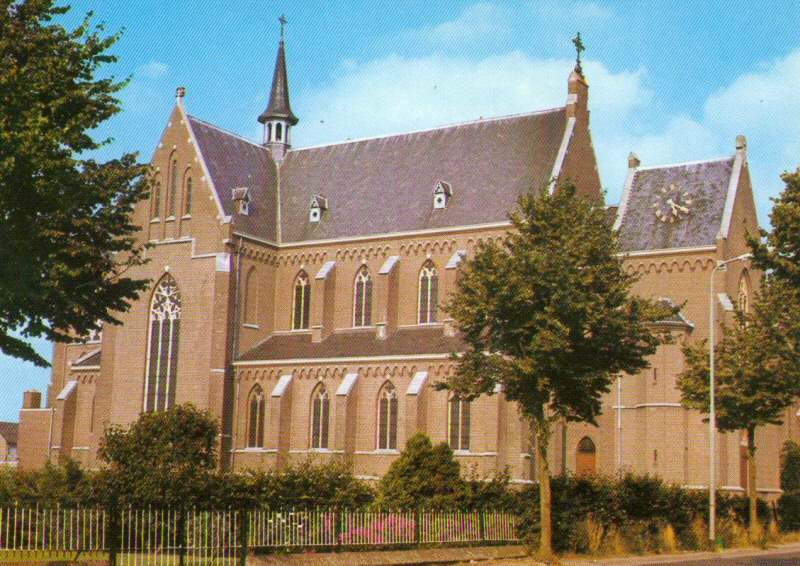
Sint-Lambertuskerk

Cromvoirt is een dorp  en voormalige gemeente in de gemeente Vught. Het is een lintvormig straatdorp.

## Etymologie
De naam Cromvoirt bestaat uit de delen crom en voirt. Dit laatste betekent een doorwaadbare plaats in een rivier of stroom (waarschijnlijk de door Cromvoirt stromende Zandleij). In combinatie met crom wordt de betekenis: Doorwaadbare plaats bij de kromming van een rivier of stroom. De oudst bekende spellingswijze is Crumvoert.
De oi in "voirt" is Middelnederlandse spelling en dient te worden uitgesproken als een lange oo (vergelijk Oisterwijk, Helvoirt, Oirschot).

## Geschiedenis
De nederzetting Cromvoirt moet omstreeks 1100 zijn ontstaan op de overgang van hoger gelegen zandgronden en het laaggelegen stroomdal van de Maas. Om overstromingen te voorkomen werd het dorp beschermd door een ringdijk. Deze is tegenwoordig nog in het landschap te zien als de Cromvoirtse Dijk. De dijk was niet altijd betrouwbaar en wateroverlast kwam veel voor. Zelfs in 1741 was sprake van den naeren toestant van deze plaetse vermits den doerbraek in den dijk.
Het oudste document waarin de naam Cromvoirt voorkomt is een overheidsacte uit 1312. Cromvoirt behoorde tot het Kwartier van Oisterwijk van de Meierij van 's-Hertogenbosch. Bestuurlijk vormde het een eenheid met Vught en als zodanig leverde het twee schepenen aan de Vughtse schepenbank.
In Cromvoirt bevond zich een aan Sint-Hubertus gewijde kapel die in ieder geval in 1485 al aanwezig was. Ze was onderhorig aan de Sint-Lambertusparochie te Vught. In 1648 werd de kapel echter op last van de Staatse overheid gesloten. Eind 18e eeuw stortte de kapel door verwaarlozing in en het torentje werd uiteindelijk in 1824 gesloopt. In 1717 werd Cromvoirt een zelfstandige parochie die eveneens aan Sint-Lambertus was gewijd en van een schuurkerk gebruik maakte. In 1888 werd de huidige Sint-Lambertuskerk gebouwd naar een ontwerp van Carl Weber. Nadat de toren ervan in 1944 werd opgeblazen, bouwde men hiervoor in de plaats een lagere toren.
Tussen 1811 en 1933 was Cromvoirt een zelfstandige gemeente, die ook de buurtschap Deuteren omvatte. Het gemeentewapen, vastgesteld in 1818, toonde de Heilige Lambertus. Dit wapen is niet afgeleid van een oud zegel, daar zulks niet bestond. Het gemeentebestuur hield aanvankelijk zitting bij de secretaris thuis, en later in het schoolhuis. Pas in 1899 kreeg Cromvoirt een eigen gemeentehuis dat zich bevond aan de Sint-Lambertusstraat en nog steeds bestaat. Het ontwerp hiervan kwam van de Nijmeegse architect Derk Semmelink. De gemeente ondervond, door zijn geringe omvang, financiële problemen.
Op 1 januari 1933 werd Cromvoirt daarom onderdeel van de gemeente Vught, terwijl Deuteren bij de gemeente 's-Hertogenbosch werd gevoegd. De gemeente had toen 687 inwoners.

## Bezienswaardigheden
- Sint-Lambertuskerk

## Economie
Cromvoirt was vooral een landbouwgemeente waar het gemengd bedrijf werd beoefend. Boekweit, haver, rogge en aardappelen waren belangrijke gewassen. In de loop van 19e eeuw werd de aardappelteelt belangrijker en nam de teelt van vooral boekweit en rogge af. Tussen 1875 en 1900 nam het areaal weiland toe ten koste van de akkerbouw. Met name rundvee en pluimvee werd belangrijk terwijl de schapenteelt verdween.

## Natuur en landschap
Het laaggelegen Cromvoirt ligt tussen twee hogergelegen delen: de Vughterheide in het oosten en het Nationaal Park De Loonse en Drunense Duinen in het westen. Dit deel ervan heette vroeger de Helvoirtse Heide en tot 2004 was het in gebruik als militair oefenterrein.
Naar het zuiden toe is het dal van de Zandleij dat de westgrens van de voormalige gemeente vormt en uitkomt op het Afwateringskanaal 's-Hertogenbosch-Drongelen dat ten noorden van Cromvoirt loopt. Daar vindt men ook de Cromvoirtse Dijk die de plaats vroeger moest beschermen tegen het Maaswater. Aan de noordzijde van het Afwateringskanaal ligt de Gement, een laaggelegen rivierkleigebied, met eendenkooien en het natuurgebied De Moerputten.

## Nabijgelegen kernen
Vught, 's-Hertogenbosch, Nieuwkuijk, Giersbergen, Helvoirt, Biezenmortel

## Trivia
- In de volksmond wordt Cromvoirt ook wel Krommert genoemd.
- Tijdens Carnaval verandert de naam van Cromvoirt in Kneutergat